# Gyalay Mihály
Gyalay Mihály (Belényes, 1914. június 13. – ?) levéltáros.

## Élete
1932-ben végzős középiskolásként Nagyváradon irodalmi folyóiratot alapított és szerkesztett Az Út címmel. Ebben többek között Dsida Jenő, Gálái (Göbl) László, Horváth Imre, Ruffy Péter és mások publikáltak.
1936-ban végzett jogi tanulmányaival Kolozsvárott, a Ferdinánd Tudományegyetemen. 1938-ban közigazgatás-tudományt végzett a pécsi Erzsébet Tudományegyetemen, illetve honosítja jogtudományi diplomáját a budapesti Ferenc József Tudományegyetemen.
1938-ban áttelepült Magyarországra, Újkécskére, ahol szociális titkár lett. Erről a Turul Szövetség Hajnalodik című nemzetpolitikai szemléjében számolt be. A szemlének 1940-1941-ben szerkesztőbizottsági tagja volt. Erdély visszatérését követően visszatért Nagyváradra postatisztviselőnek. 
1950 után Budapesten élt, és a Közoktatásügyi Minisztériumban dolgozott mint előadó. Másodállásban a Román Nagykövetségen tolmács, fordító és magyar nyelvtanár. 1958-1972 között a Fővárosi, majd a Pest Megyei Levéltár munkatársa, ahol jog- és helytörténeti kutatómunkát végzett.

## Művei
- 1997 Magyar igazgatástörténeti helységnévlexikon I-II. Budapest.